# 馬客卿
馬客卿（1世紀—約49年），字客卿，以字行，扶風郡茂陵縣（今陝西省興平市東北）。馬援的小兒子。

## 生平
馬客卿年幼聰慧，六歲就能應接待公卿、賓客，曾經有犯了死罪的人的逃亡者來家中，馬客卿藏匿起來不讓人知道。外表看起來木訥內心沉著機敏，馬援特別喜歡他，因此為他取表字為客卿。馬援去世後，馬客卿也不幸夭折。

## 家庭

### 父
- 馬援，東漢開國功臣。

### 兄
- 馬廖，東漢安侯。
- 馬防，東漢翟鄉侯。
- 馬光，東漢許侯。

### 妹
- 明德皇后，漢明帝劉莊的皇后。[3]